# Markus Schmidt (Fußballspieler)
Markus Schmidt (* 12. Oktober 1977 in Wiener Neustadt) ist ein ehemaliger österreichischer Fußballspieler und nunmehriger -trainer.

## Karriere

### Als Spieler
Schmidt begann seine Karriere beim SV Rohrbach im Burgenland. Zwischen 1992 und 1994 spielte er im BNZ Burgenland. 1998 wechselte er zur SV Mattersburg in die Regionalliga Ost, wo er sich zum Stammspieler und Leistungsträger entwickelte. In der Saison 1999/2000 gelang ihm mit Mattersburg der Aufstieg in die zweitklassige Erste Liga. Nach dem überlegenen Gewinn der Ersten Liga 2003 und Bundesliga-Aufstieg mit den Grünen, kam er im gleichen Jahr zu seinem ersten Bundesligaeinsatz. Sein Debüt gab er am 30. Juli 2003 gegen den FC Kärnten, als er in der 87. Minute für Bernd Kaintz eingewechselt wurde. Sein größter Erfolg war das Erreichen des Pokalfinales 2006 mit der SV Mattersburg.
Zur Saison 2011/12 rückte er in den Kader der Amateure von Mattersburg. Nach dem Ende jener Saison beendete er seine Karriere.

### Als Trainer
Nach seinem Karriereende wurde er 2013 Co-Trainer der Amateure der SV Mattersburg. Zur Saison 2016/17 wurde er Cheftrainer dieser. Mit Mattersburg II stieg er 2018 in die Regionalliga auf.
Im August 2018 wurde er interimistisch Cheftrainer der Profis des Vereins. Nach einem Spiel als Trainer der Profis, einem 0:0-Remis gegen den FC Admira Wacker Mödling, wurde er von Klaus Schmidt abgelöst.